# Giulio Nepote
Giulio Nepote (in latino Iulius Nepos; Dalmazia, ... – Salona, primavera 480) è stato imperatore romano d'Occidente, di fatto dal 474 al 475, mentre dopo la sua fuga dall'Italia continuò a reclamare il titolo fino al 480.
Giulio Nepote, uno dei caduchi imperatori succedutisi tra il 455 e il 476, fu l'ultimo ad essere esponente della volontà da parte della corte imperiale di Costantinopoli, dopo Antemio, di poter mettere un uomo di sua fiducia sul trono occidentale. Il suo breve regno, costellato da insuccessi a livello diplomatico nei rapporti con Visigoti e Vandali, terminò quando il patrizio Flavio Oreste lo costrinse a fuggire nella natìa Dalmazia ponendo sul trono di Ravenna suo figlio, Romolo Augusto. Nepote continuò a considerarsi imperatore de iure d'Occidente anche dopo la caduta causata da Odoacre e fino alla morte, avvenuta violentemente nel 480.
Anche se il suo successore Romolo Augusto viene comunemente ritenuto l'ultimo imperatore d'Occidente, Giulio Nepote è considerato da alcuni storici l'ultimo vero imperatore legittimo d'Occidente, avendo de iure detenuto il titolo sino alla morte.

## Biografia

### Origini e ascesa al trono

#### Il dominio dalmata e il legame con Costantinopoli

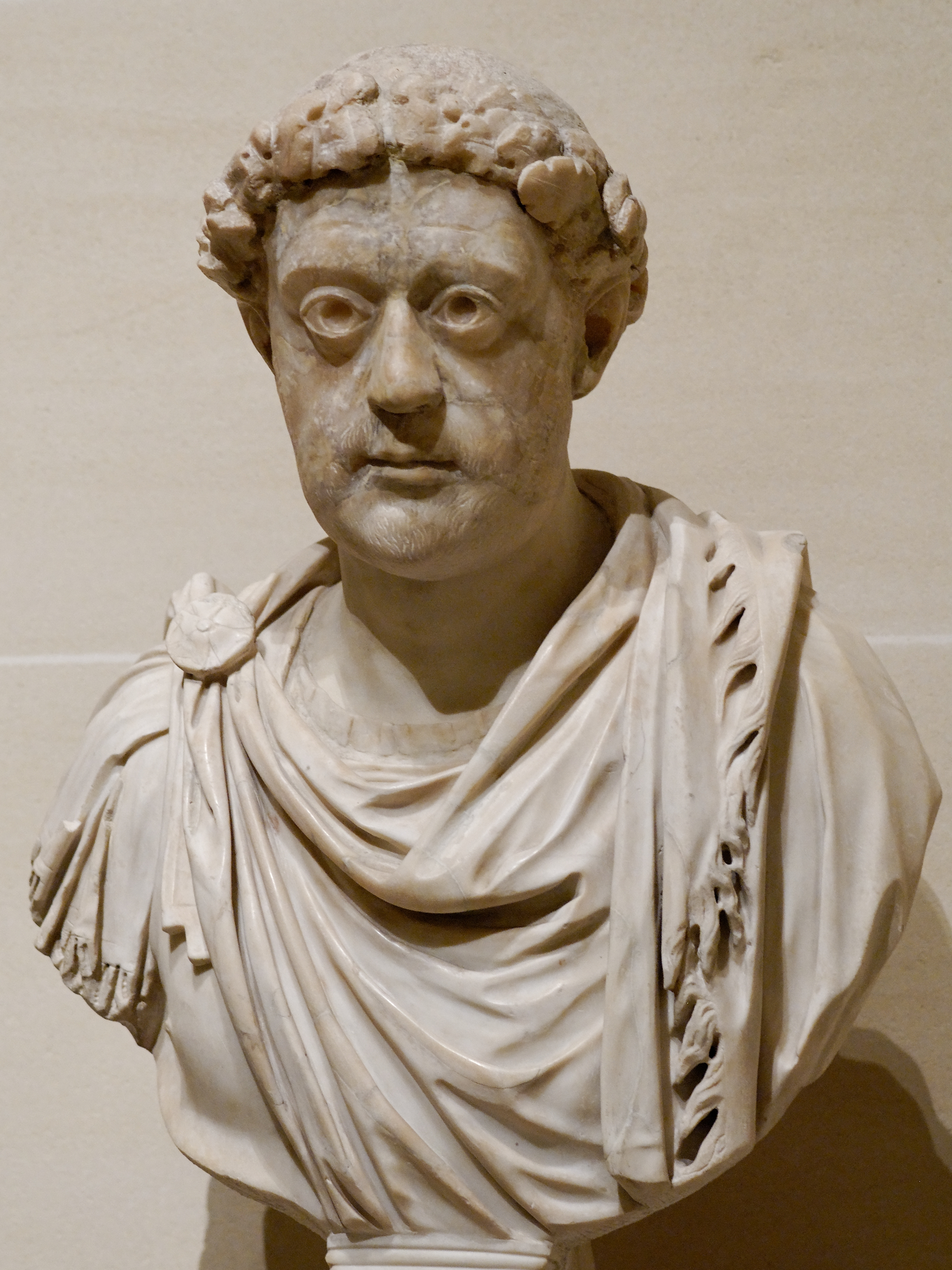
Busto dell'Imperatore Leone I conservato al Museo del Louvre.

Giulio Nepote era figlio di Nepoziano, magister utriusque militiae tra il 458 circa e il 461, e nipote di Marcellino, comes della Dalmazia. In seguito all'assassinio dello zio Marcellino avvenuto in Sicilia nel 468, gli successe nel governo della regione dalmata, che all'epoca si estendeva fino al fiume Drina. Malgrado fosse formalmente alle dipendenze dell'Impero romano d'Occidente, essa era di fatto largamente autonoma. Come già Marcellino prima di lui, Giulio Nepote intrattenne strette relazioni con l'Impero romano d'Oriente: fu magister militum per la Prefettura del pretorio dell'Illirico e giunse persino a sposare una non specificata nipote di Leone I, imperatore d'Oriente, parente della moglie di quest'ultimo, Elia Verina.

#### La nomina ad Augusto d'Occidente e la sconfitta di Glicerio
In quegli anni in Occidente si succedettero gli imperatori Antemio e Anicio Olibrio: dopo la morte di quest'ultimo nel 472, spettava a Leone indicare il nuovo imperatore, ma questi attese a nominare un collega, forse perché preferiva mantenere il controllo diretto sulla parte occidentale dell'impero, o forse per mancanza di candidati di rilievo.

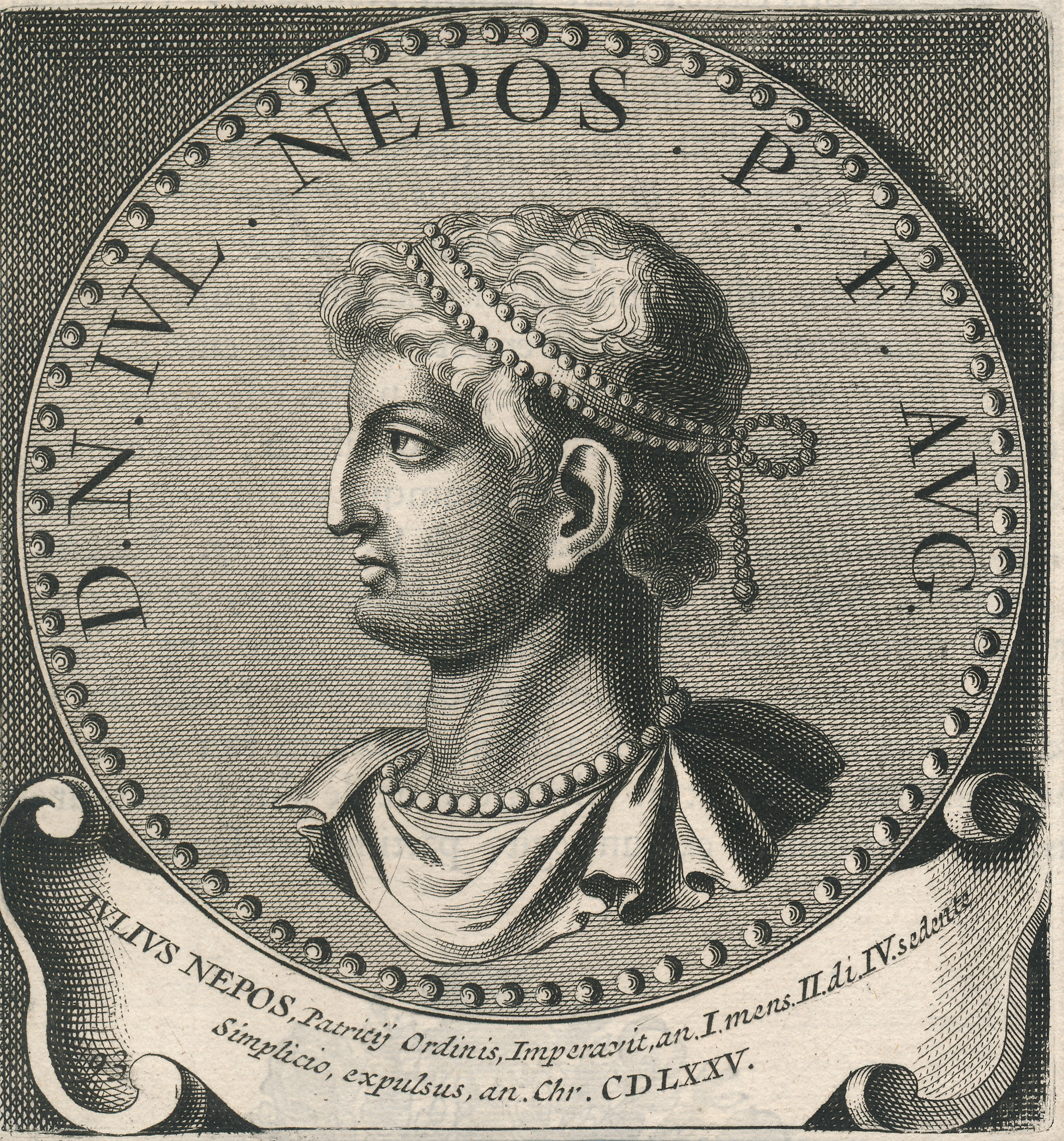
Incisione raffigurante il presunto ritratto di Giulio Nepote. La scritta sotto riportante recita: «D[ominus] N[oster] IVL [ius] NEPOS P[ius] F[eliciter] AVG[ustus] IVLIVS NEPOS, Patricij Ordinis, Imperavit an[num] I mens II di IV sedente Simplicio, expulsus an[no] Chr[isti] CDLXXV».

Leone fu però obbligato ad agire quando il patrizio barbaro Gundobado nominò imperatore Glicerio, un funzionario che rivestiva l'incarico di comes domesticorum: era necessario infatti mettere sul trono d'Occidente un uomo fidato e non una marionetta di Gundobado come Glicerio, motivo per cui la decisione non fu accettata da Leone I. La scelta dell'imperatore d'Oriente cadde quindi su Nepote: oltre a confermare la propria autorità sull'Occidente, Leone si sarebbe liberato di una possibile minaccia alla corte orientale, sventando possibili ambizioni di Nepote sul trono di Costantinopoli.
Nel 474, dopo avere atteso la fine dell'inverno e la riapertura delle rotte marittime, Nepote partì per Roma: sbarcato a Ostia, senza combattere depose Glicerio, lo fece nominare vescovo di Salona (in Dalmazia) e assunse il 19 giugno la porpora. È possibile, stando a diverse fonti, che l'elezione ad augusto fosse avvenuta a Ravenna, quindi prima della deposizione di Glicerio, che del resto non era considerato un legittimo imperatore e quindi non vi era necessità di una deposizione. Alternativamente, Nepote potrebbe essere stato nominato cesare a Ravenna dall'inviato dell'Oriente Domiziano, non appena giunto in Italia, e poi augusto successivamente a Roma, dopo la deposizione di Glicerio.

### Regno

#### La politica estera
(Elogio a Nepote in Sidonio Apollinare, Epistula XVIII - Sidonius Papianillae suae salutem, p. 334)

L'Impero romano d'Occidente (in viola) sotto il regno di Giulio Nepote. L'autorità imperiale era esercitata soltanto sull'Italia e sulla Dalmazia, mentre il Nord della Gallia era un territorio legato nominalmente a Roma ma di fatto completamente autonomo sotto la guida del generale gallo-romano Siagrio.

Come imperatore, Nepote cercò di consolidare i territori dell'Italia e della Gallia che ancora si trovavano sotto il controllo dell'Impero d'Occidente e nominò nuovo patrizio e magister militum Ecdicio Avito, figlio dell'imperatore Avito, suscitando l'esaltazione del vescovo di Clermont Sidonio Apollinare che, tramite la moglie, era imparentato con quest'ultimo. I Visigoti avevano occupato la Provenza tra il 473 e il 474 e Nepote, conscio della debolezza militare in cui versava la Pars Occidentalis dell'Impero, inviò un'ambasciata guidata, secondo quanto stabilito dal concilio provinciale della Liguria riunito a Milano, dal vescovo di Pavia, Epifanio. Questi riuscì a instaurare dei buoni rapporti con Eurico, re dei Visigoti, e a far sì che si ponessero le basi per l'accordo con questo popolo. Come testimoniato dall'esito di una seconda ambasciata (475), composta ancora una volta da vescovi, si giunse a un accordo, con i Visigoti che cedettero la Provenza in cambio della città di Clermont-Ferrand e della regione dell'Alvernia, suscitando le proteste e lo sdegno di Sidonio Apollinare.
Le trattative con il re dei Vandali, Genserico, furono meno fortunate: i Vandali continuarono a sferrare attacchi contro l'Italia, in quanto avevano recentemente siglato la pace con l'Impero d'Oriente e non ritenevano necessario scendere a patti con Nepote. Quest'ultimo tentò di negoziare la pace ma, non avendo la forza militare necessaria per piegare i Vandali, dovette riconoscere la perdita delle province dell'Africa, della Sicilia, della Sardegna e Corsica e della Hispania Balearica.

#### La politica interna
L'autorità imperiale si era ormai ridotta a poche aree: Nepote coniò moneta a Roma, Ravenna e Milano; una quantità limitata, forse simbolica, di solidi d'oro venne coniata ad Arles, in Gallia, a testimonianza dell'interesse per quella provincia. Monete d'argento vennero coniate nel Nord della Gallia, da quel Siagrio magister militum per Gallias che governava uno Stato autonomo detto Dominio di Soissons, ormai solo formalmente legato a Roma. È notevole anche il fatto che Nepote fece coniare alcuni solidi recanti le effigi degli imperatori d'Oriente Zenone e Leone II, più a testimonianza del legame personale e politico con la corte orientale che a indicare un'alleanza formale.

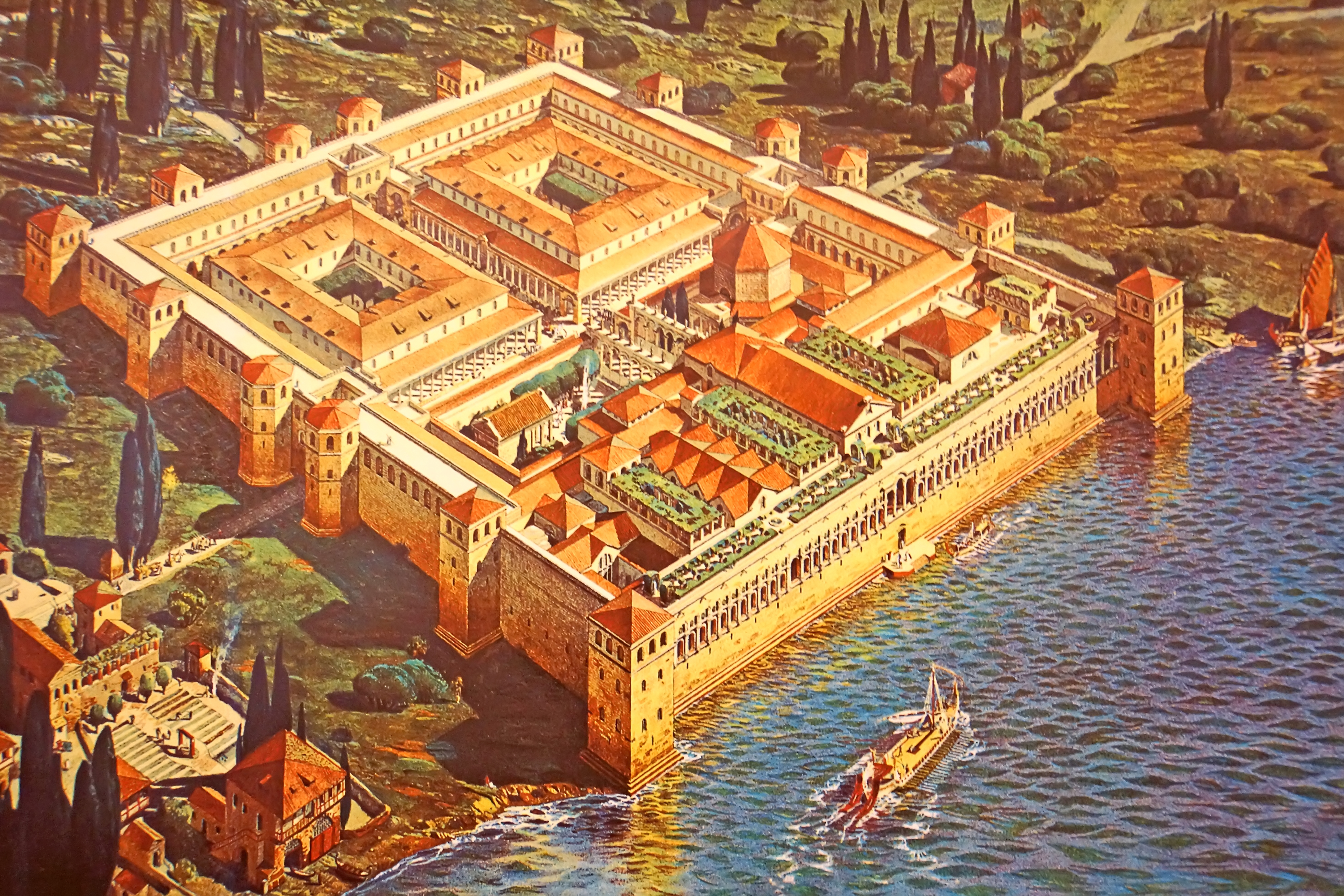
Ricostruzione del Palazzo di Diocleziano a Spalato da parte dell'architetto Ernest Hébrard. Secondo alcuni storici, Giulio Nepote soggiornò nella residenza che fu dell'imperatore illirico.

### Caduta
Il 28 agosto 475 il generale Flavio Oreste, nominato secondo Giordane nuovo magister militum quale successore di Ecdicio, si ribellò all'imperatore e, guidando un esercito che doveva essere forse inviato contro un'armata nemica (probabilmente visigota), prese il controllo di Ravenna e costrinse Nepote a fuggire in Dalmazia. Oreste, il quale era di origini germaniche e non poteva quindi diventare imperatore, fece acclamare per quella carica suo figlio, Romolo Augusto, di madre romana, malgrado fosse molto giovane.
I fatti sono oscuri, ma una possibile interpretazione è che Nepote fosse stato vittima di un colpo di Stato ordito da Oreste e dal Senato romano, che non gradiva le sue simpatie e il suo legame con l'Impero romano d'Oriente, a cui Nepote doveva la corona. Oreste sarebbe quindi insorto contro l'imperatore, che si sarebbe rifugiato a Ravenna, dopo avere richiamato Ecdicio; all'arrivo di Oreste, però, Nepote si sarebbe trovato nell'impossibilità di organizzare una difesa e avrebbe preferito ritirarsi nel dominio "di famiglia", la Dalmazia: tutto ciò avvenne il 28 agosto del 475. Ironicamente a Salona trovò come vescovo proprio Glicerio, che aveva deposto l'anno precedente.

### Imperatorede iure(476-480)

#### L'ambasceria a Zenone

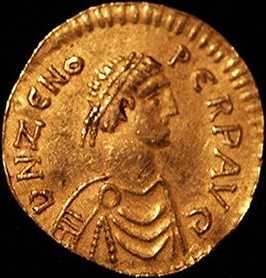
Un tremisse d'oro dell'imperatore romano d'Oriente Zenone (474/475 - 476/490).

Tradizionalmente, Romolo Augusto è considerato l'ultimo imperatore d'Occidente. Tuttavia, quando il 4 settembre 476 Romolo venne deposto da Odoacre, capo degli Eruli, non venne nominato un suo successore: in realtà, un imperatore esisteva già e si trattava di Giulio Nepote, il quale regnava de iure con il sostegno dell'imperatore d'Oriente, Zenone, dopo che quest'ultimo riprese il potere in seguito alla breve parentesi di regno dell'usurpatore Basilisco.
Secondo lo storico Malco Odoacre, saputo che Zenone era ritornato al potere, aveva inviato un'ambasciata di senatori a Costantinopoli per farsi riconoscere come rappresentante imperiale in Italia e ottenere il titolo di patricius; lo stesso fece Giulio Nepote, rammentandogli che non aveva mai abdicato ufficialmente dalla carica imperiale e che aspirava ancora al governo dell'Italia.
Davanti alle due ambascerie, Zenone accettò una soluzione di compromesso: Odoacre sarebbe rimasto rappresentante imperiale in Italia con il titolo richiesto, mentre Giulio Nepote avrebbe potuto continuare a mantenere il suo titolo imperiale senza però esercitare alcun potere effettivo. Quest'ultimo, pertanto, rimase in Dalmazia, regnando solo nominalmente sull'Impero d'Occidente, mentre Odoacre governava effettivamente in Italia, coniando monete a nome di Giulio Nepote Augusto.

#### La morte e l'occupazione della Dalmazia

Il territorio della Dalmazia tra il 454 e il 480, quando fu governata da Marcellino prima, e dal nipote Giulio Nepote poi.

Giulio Nepote concepì di organizzare una spedizione militare per tornare sul trono imperiale che nominalmente era suo; fu, però, ucciso in una data indefinita oscillante tra l'aprile e il giugno 480 nella sua villa nei pressi di Salona da due dei suoi stessi collaboratori, i comites Ovida e Viatore, forse dietro istigazione di Glicerio che pure non disperava di risalire al potere. Si è ritenuto addirittura che Odoacre, avendo saputo della volontà di Nepote di restaurare il suo dominio effettivo in Italia, avesse deciso di prendere contatti con Glicerio per organizzare una congiura, prospettandogli una sua nomina a vescovo di Milano. Si tratta di una fonte ritenuta non attendibile, in quanto nella cronotassi dei vescovi di Milano non è presente alcun Glicerio a quell'altezza cronologica.
Comunque Odoacre, avendo saputo dell'assassinio di Nepote, salpò subito per la Dalmazia, che era difesa dal generale Ovida, con la scusa di vendicare la morte dell'imperatore ma con lo scopo di annettersi quella regione. Odoacre sconfisse Ovida in battaglia e lo uccise, il 9 dicembre 481/482, annettendo la Dalmazia al suo regno.

## La moglie di Giulio Nepote
La moglie di Giulio Nepote fu l'ultima imperatrice dell'Impero romano d'Occidente. Il suo nome di battesimo non compare in nessuna delle fonti primarie, che la riportano semplicemente come la neptis di Leone I il Trace dell'Impero romano d'Oriente (r. 457-474) e sua moglie Verina. La parola nepti potrebbe tradursi come nipote o parente (stretto), ma di solito si presume che la moglie di Giulio fosse la nipote di Leone, e più probabilmente imparentata con Verina piuttosto che con Leone. Lo storico Malco riporta: «Anche Verina si unì a sollecitarlo, dando una mano alla moglie di Nepote, sua parente».
Il matrimonio di Giulio potrebbe aver fatto parte di un modello di patrocinio familiare: «il matrimonio nella famiglia imperiale era un affare molto vantaggioso e il matrimonio con la figlia di un imperatore permetteva al genero di sperare nella porpora». Sia gli imperatori sia le imperatrici, una volta elevati alla loro posizione, avrebbero tentato di promuovere i parenti alle alte cariche e di aiutarli a sposarsi in illustri lignaggi. Sebbene queste famiglie allargate a volte non riuscissero a succedere al trono, riuscirono a sopportare sconvolgimenti politici e rimasero importanti per generazioni. Fu Verina l'artefice degli importanti destini che riguardarono i suoi parenti. Tra il 468 e il 476 Basilisco, Armazio e Nepote assunsero incarichi militari di alto rango e tutti e tre erano imparentati con lei per sangue o matrimonio. Nello stesso periodo le figlie di Verina, Ariadne e Leonzia, si sposarono rispettivamente con Zenone, futuro imperatore romano d'Oriente, e Marciano, in seguito usurpatore dello stesso. Secondo alcuni studiosi ci sarebbe anche un legame con l'ascesa del barbaro Odoacre, identificato come suo ipotetico nipote.

## Nella letteratura

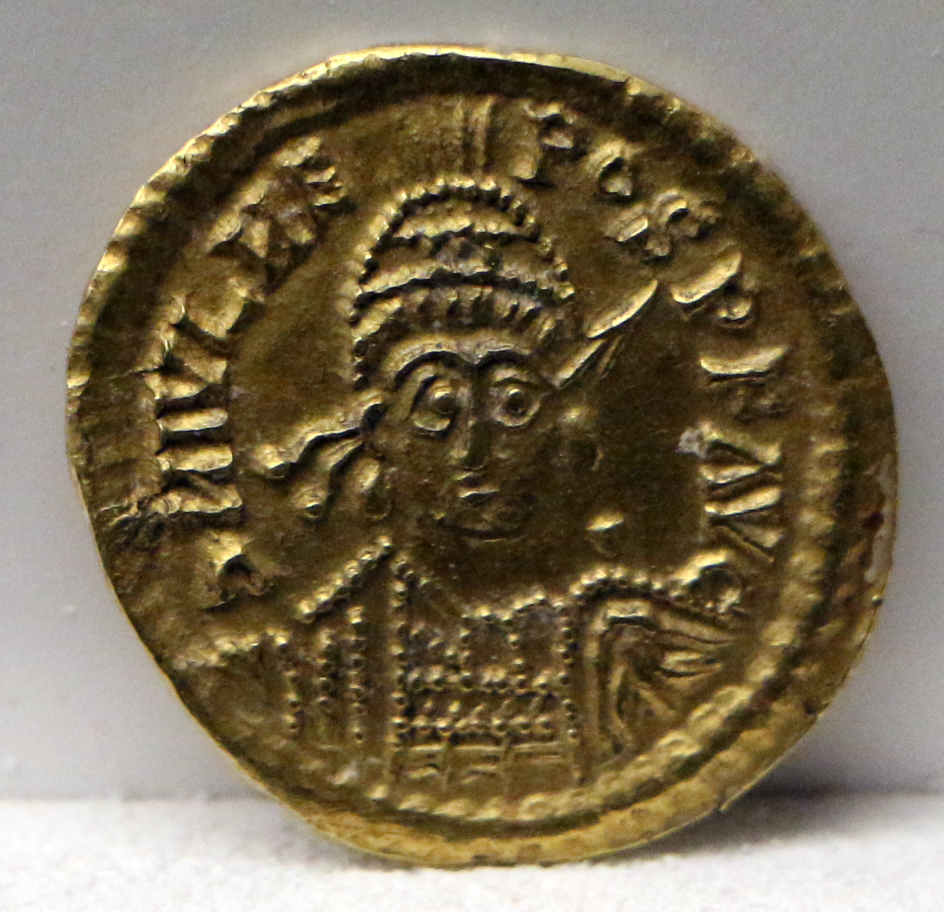
Un solido di Giulio Nepote coniato a Ravenna e datato tra il 474 e il 480.

La figura di Giulio Nepote negli ultimi anni ha suscitato in alcuni scrittori italiani un certo interesse, in quanto ultimo imperatore "legittimo" di quella civiltà romana che per secoli aveva plasmato l'Europa e il resto del mondo conosciuto e che, alla fine, era tramontata davanti all'avanzare dei popoli barbari. Ne è esempio, in particolare, il romanzo storico di Giulio Castelli, 476 A.D. L'ultimo imperatore (facente parte di una trilogia intitolata Il romanzo dell'Impero Romano), in cui l'autore traccia un ritratto morale e fisico di Giulio Nepote, cercando di rimanere nell'alveo della narrazione storica oggettiva. Al contrario, Nepote viene citato di sfuggita nel celebre romanzo L'ultima Legione di Valerio Massimo Manfredi quale esponente della causa patrocinata da Zenone: il soggetto principale, infatti, è Romolo Augustolo, dipinto come ultimo vero imperatore.

### Esplicative
1. ↑  L'anno 430, riscontrabile in alcuni blog e siti internet, non è testimoniato da alcuna fonte antica e neanche dagli storici attuali e perciò non attendibile. Come riporta MacGeorge, p. 61: "Of Julius Nepos in Dalmatia, before and after he was emperor, we know almost nothing" ("Di Giulio Nepote in Dalmazia, prima e dopo che fu imperatore, non sappiamo quasi nulla").
2. ↑  Glicerio, in realtà, non morì subito, ma era ancora presente a Salona al momento della deposizione di Nepote e probabilmente fu complice nell'assassinio di quest'ultimo nel 480.
3. ↑  Così Grant, p. 313; Mathisen, però, sottolinea invece che i Visigoti, temendo una reazione imperiale per l'occupazione della Provenza, chiesero di scendere a trattative: «It seems that the Goths had occupied much of Provence in 473-474, but a threatened imperial invasion led the Visigothic king Euric to be willing to negotiate».
4. ↑  Hole, pp. 393-394, il quale cita a sua volta il capolavoro di Edward Gibbon, Declino e caduta dell'Impero romano, in cui lo storico inglese, basandosi su Ennodio, biografo di sant'Epifanio di Pavia e autore di un carme in cui esalta un De venerabili Glycerio episcopo (Carminum Liber I, 82 riportato in Ennodio, p. 349), attesta che Odoacre (a p. 394 è riportato per errore il nome di Oreste, padre di Romolo Augustolo), avrebbe poi nominato Glicerio vescovo di Milano per l'assassinio di Nepote.

### Bibliografiche
1. 1 2  Conte Marcellino, p. 38; Auctarii Hauniensis ordo prior, Auctarii Hauniensis ordo posterior e Fasti Vindobonenses priores, citati in Mathisen, riportano rispettivamente come data di morte il 25 aprile, il 9 maggio e il 22 giugno.
2. ↑  Bury, p. 408: «For Julius Nepos, who died in that year, was the last legitimate Emperor in the West; Romulus Augustulus was only a usurper»; Means, p. 1158 §1: «Nepos, Julius, the last emperor but one of the Western Empire...».
3. 1 2 3  Mathisen.
4. 1 2  Grant, p. 413.
5. ↑  Kulikowski, p. 180 e Wozniak, p. 361.
6. ↑  Wozniak, p. 356.
7. ↑  Wozniak, p. 353.
8. 1 2  MacGeorge, p. 61.
9. ↑  Malchus, c. 10 riportato in Mueller-Langlois, p. 119 §2: «Eo illum impulit etiam Verina, quae Nepotis uxoris, cuius erat consanguinea, favebat»; Giordane, c. 338; Mathisen e Grant, p. 413.
10. ↑  Grant, p. 411.
11. ↑  Means, p. 1168 §2.
12. ↑  Giovanni d'Antiochia, Fragmenta, c. 209, 2 in Mueller-Langlois, pp. 617-618:

(greco)
«Γνοὺς δὲ Λέων ὁ τῶν Ἐῴων Βασιλεὺς τὴν τοῦ Γλυχερίου ἀναγόρευσιν, ἐπιστρατεύει χατ αὐτοῦ, Νέπωτα στρατηγὸν ἀποδείξας.»

(italiano)
«Quando Leone, imperatore d'Oriente, apprese dell'elezione di Glicerio, nominò Nepote come generale di una spedizione contro di lui.»
13. ↑  Conte Marcellino, p. 36:

(latino)
«Glycerius Caesar Romae imperium tenens, a Nepote, Marcellini quondam patricii sororis filio, imperio expulsus, in portu urbis Romae ex Caesare episcopus ordinatus est, et obiit.»

(italiano)
«Il cesare Glicerio, governando l'impero a Roma, fu scacciato dal comando da Nepote, figlio di una sorella del fu patrizio Marcellino, da cesare fu ordinato vescovo ad Ostia, e morì.»

La stessa notizia riportata da Giovanni d'Antiochia, Fragmenta, c. 209, 2 in Mueller-Langlois, p. 618.
14. ↑  Mathisen, prendendo come fonte l'Auctarii Hauniensis ordo posterior.
15. ↑  Giordane, 338:

(latino)
«...Nepotem filium Nepotiani copulata nepte sua in matrimonio apud Ravennam per Domitianum clientem suum Caesarem ordinavit.»

(italiano)
«...Nepote, figlio di Nepoziano, presa in sposa sua nipote [di Leone I, n.d.t], fu nominato presso Ravenna come Cesare attraverso il suo cliente Domiziano.»

Così viene riportato anche in Means, p. 1168 §2, anche se quest'ultimo dice che Nepote fu elevato da Domiziano ad Augusto.
16. ↑  Quest'ultima ipotesi è riportata dal Conte Marcellino, p. 36:

(latino)
«Nepos, qui Glycerium regno pepulerat, Romae elevatus est imperator.»

(italiano)
«Nepote, che aveva scacciato dal governo Glicerio, fu nominato imperatore a Roma.»

dall'Anonimo Valesiano, cap. 36:

«Dunque, mentre governava a Costantinopoli l'imperatore Zenone, sopraggiungendo il patrizio Nepote ad Ostia, depose dalla carica imperiale Glicerio, fu [quest'ultimo, n.d.t.] ordinato vescovo e Nepote fu nominato imperatore a Roma. Poco dopo giunse a Ravenna...»

e da Giovanni d'Antiochia, Fragmenta, c. 209, 2 in Mueller-Langlois, p. 618:

(greco)
«Εὐθὐς γοῦν ὁ Νέπωσ Βασιλεὺς ἀναδειχθεὶς, ἦρκε τῆς ᾿Ρώμης.»

(italiano)
«Subito dunque Nepote fu nominato imperatore, impadronendosi di Roma.»
17. ↑  Sidonio Apollinare, Epistula XVIII - Sidonius Papianillae suae salutem, pp. 334-335.
18. ↑  Rota, p. 43; Ennodio, p. 219: «Evocantur ad consilium Liguriae lumina...».
19. ↑  Magani, p. 18; Ennodio, pp. 221-222.
20. ↑  Apollinare, 2, Etude sur Sidoine Apollinaire et sur la societé gallo-romaine au cinquième siècle, p. 41; pp. 45-48. In quest'ultima pagina viene riportata una lettera di Sidonio Apollinare al vescovo di Marsiglia Greco sul suo stato d'animo e sulla situazione politica di Clermont e dell'Alvernia in generale.
21. ↑  Mathisen e Zecchini, p. 11.
22. ↑  Madirazza, p. 170; Praga, p. 4; Braccesi-Graciotti, p. 222; MacGeorge, p. 62.
23. 1 2  MacGeorge, p. 278.
24. ↑  La frase riportata è la quasi esatta trascrizione della frase riportata in Giordane, De rebus Gothorum, p. 40: «quod Oreste suscepto exercitu et contra hostes egrediens, a Roma Ravennam pervenit...Quo comperto Nepos fugit Dalmatiam...»; lo stesso vale per l'Anonimo Valesiano, c. 36: «Mox veniens Ravennam; quem persequens Orestes patricius cum exercitu, metuens Nepos adventum Orestis, ascendens navem fugam petit ad Salonam».
25. ↑  Mathisen: «One possible reconstruction might be that the Senate of Rome was up to its old tricks and, as in the days of Avitus (455-456), became involved in an insurrection against a foreign emperor».
26. ↑  Means, p. 1169 §1.
27. ↑  Giordane, De rebus Gothorum, p. 40: «[Nepos] ibique defecit privatus a regno; ubi iam Glicerium dudum imperator episcopatum Salonitanum habebat».
28. ↑  Zecchini, p. 4.
29. ↑  Malco, Fragmenta 10, in Mueller-Langlois, p. 119.
30. ↑  Sempre secondo Malco, Fragmenta 10, in Mueller-Langlois, p. 119, Zenone avrebbe supportato in parte le pretese di Nepote sia per la comune vicenda politica (entrambi furono esiliati nel 475-476), sia per il legame di parentela con la casa imperiale di Leone I:

(greco)
«Ταῦτα δὲ συνεστούδαζε τῷ Νéπωτι ὁ Ζήνων ἐκ τῶν ἑαυτοῦ κακῶν τà ἐκείνου οἰκτείρων καὶ τό γε κοινòν τῆσ τύχης εἰς ὑπόθεσιν ἔχων τῷ δυστυχοῦντι συνάχθεσθαι. Ἅμα δè καì Βηρίνα συνεπώτρυνε τοῦτον, τῇ Νέπωτος γυναικì συγγενεῖ οὔσῃ συσπεύδουσα.»

(italiano)
«Queste [decisioni] Zenone le prese a favore di Nepote, per la pietà della disgrazia sua e di quella di Nepote e, ripensando alla comune sorte degli uomini, fu addotto alla compassione degli altri. A ciò lo spinse anche Verina, che appoggiava la moglie di Nepote, che era sua parente.»
31. ↑  Grant, p. 314 e Zecchini, p. 11.
32. ↑  Così secondo l'erudito e patriarca Fozio del IX secolo, in Fozio, p. 130. Fozio a sua volta si basò su Malco di Filadelfia, come riportato in MacGeorge, p. 62.
33. ↑  Grant, p. 414; Wozniak, p. 362 e MacGeorge, p. 62.
34. ↑  MacGeorge, p. 62.
35. ↑  Secondo i dati ricavati dall'Auctarii Hauniensis ordo prior, in Mathisen.
36. ↑   DIR Nepos, su web.archive.org, 11 marzo 2022. URL consultato il 18 maggio 2024 (archiviato dall'url originale l'11 marzo 2022).
37. ↑  «At the same time Verina also joined in urging this, giving a helping hand to the wife of Nepos, her relative».
38. ↑   Averil Cameron, Bryan Ward-Perkins e Michael Whitby, Late Antiquity: Empire and Successors, A.D. 425–600, in The Cambridge Ancient History, vol. 14, Cambridge, Cambridge University Press, 2000,  pp. 148-149, ISBN 0-521-32591-9.

### Fonti primarie
- (LA) Giordane e Paolo Diacono, Iornandes De rebus Gothorum. Paulus Diaconus Foroiuliensis De gestis Langobardorum, a cura di Konrad Peutinger, Johannes Stabius, Hans Burgkmair, Hieronymus Nogarolus, 1515, OCLC 422129780. URL consultato il 30 gennaio 2019.
- (LA) Conte Marcellino, Chronicon Marcellini, comitis, V. C., quod rerum orientalium historiam Eusebii et divi Hieronymi usque ad Justiniani tempora prosequitur, nunc primum in lucem editum, a cura di Christian Wechel, Parigi, Christianus Wechelus, 1546, OCLC 68949028. URL consultato il 29 gennaio 2019.
- (LA) Magno Felice Ennodio, De Vita Beatissimi Viri Epiphanii Episcopi Ticinensis Ecclesiae, a cura di Jean Paul Migne, collana Patrologiae cursus completus - Boetii, Ennodii Felicis, Trifolii Presbyteri, Hormisdae Papae, Elpidis Uxoris Boetii, opera omnia, vol. 63, Parigi, apud auctorem, 1847,  pp. 207-240, OCLC 265026850. URL consultato il 2 febbraio 2019.
- (EL, LA) Karl Mueller, Theodor Mueller e Victor Langlois (a cura di), Fragmenta historiorum graecorum, collana Fragmenta historicorum graecorum ... auxerunt, notis et prolegomenis illustrarunt, indici plenissimo instruxerunt Car. et Theod. Mulleri. Accedunt marmora parium et rosettanum, hoc cum Letronnii, illud cum C. Mulleri commentariis, IV, Parigi, Ambrois Firmin Didot, 1851, OCLC 615139116. URL consultato il 29 gennaio 2019., riportante i frammenti di vari storici greci dal IV al VI secolo d.C.
- (LA, FR) Sidonio Apollinare, Oeuvres de Sidoine Apollinaire: texte latin...précédées d'une introduction contenant une étude sur Sidioine Apollinaire..., a cura di Eugène Baret, Parigi, Ernest Thorin, 1879, OCLC 909072944. URL consultato il 29 gennaio 2019.
- (EN) Fozio, The Library of Photius, a cura di J.H. Freese, collana Translations of Christian Licterature, vol. 1, Londra - New York, Society for promoting christian knowledge - The Macmillan Company, 1920, OCLC 62715483. URL consultato il 1º febbraio 2019.

### Fonti secondarie
- (IT, EN) Lorenzo Braccesi e Sante Graciotti (a cura di), La Dalmazia e l'altra sponda: problemi di archaiologhía adriatica, Firenze, Leo Olschki Editore, 1999, SBN UMC0094750.
- (EN) John Bagnall Bury, History of the Later Roman Empire, vol. 1, Londra, Macmillan & Co., 1923, OCLC 52023436. URL consultato il 30 gennaio 2019.
- (EN) Michael Kulikowski, Marcellinus 'of Dalmatia' and the dissolution of the fifth-century Empire, in Byzantion, vol. 72, n. 1, Lovanio, Peeters Publishers, 2002,  pp. 177-191, ISSN 0378-2506 (WC · ACNP). URL consultato il 30 gennaio 2019.
- Michael Grant, Gli imperatori romani: storia e segreti, 7ª ed., Roma, Newton & Compton Editori, 2005  [1984], ISBN 88-8289-400-2.
- (EN) C. Hole, Glycerius, in Henry Wace e William C. Percy (a cura di), A dictionary of Christian biography and literature to the end of the sixth century A.D., with an account of the principal sects and heresies, Londra, John Murray, 1911,  pp. 393-394, OCLC 24922890. URL consultato il 1º febbraio 2019.
- (EN) Penny MacGeorge, Late Roman Warlords, Oxford, Oxford University Press, 2002,  p. 62, ISBN 0-19-925244-0. URL consultato il 30 gennaio 2019.
- Francesco Madirazza, Storia e costituzione dei comuni Dalmati, Spalato, Narodna Tiskara, 1911, OCLC 637660610. URL consultato il 30 gennaio 2019.
- Francesco Magani, Cronotassi dei vescovi di Pavia, Pavia, Tip. del priv. Istituto Artigianelli, 1894, OCLC 883461338. URL consultato il 29 gennaio 2019.
- (EN) Joseph Calrow Means, Nepos, Julius, in William Smith (a cura di), A Dictionary of Greek and Roman Biography and Mythology, vol. 2, Londra, John Murray, 1872,  pp. 1158-1159, OCLC 24922890. URL consultato il 1º febbraio 2019.
- Giuseppe Praga, La Dalmazia dalla caduta dell'Impero romano all'avvento di Venezia, in Atti e memorie della Società dalmata di storia patria, vol. 5, Roma, Societa dalmata di storia patria, 1966, SBN NAP0248261.
- Ettore Rota, Dalla prima romanità al Trecento, in Genesi storica dell'idea italiana, vol. 1, Milano, F. Vallardi, 1948, SBN VIA0001082.
- (EN) Frank E. Wozniak, East Rome, Ravenna and Western Illyricum: 454-536 A.D, in Historia: Zeitschrift Für Alte Geschichte, vol. 30, n. 3, Stoccarda, Franz Steiner Verlag, 1981,  pp. 351-382, ISSN 0018-2311 (WC · ACNP). URL consultato il 30 gennaio 2019.
- Giuseppe Zecchini, Il 476 nella storiografia tardo-antica, in Aevum, vol. 59, n. 1, Milano, Vita&Pensiero, 1985,  pp. 3-23, ISSN 0001-9593 (WC · ACNP). URL consultato il 30 gennaio 2019.

### Nella letteratura
- Giulio Castelli, Il romanzo dell'impero romano, Roma, Newton Compton, 2013, ISBN 978-88-541-5517-6. URL consultato il 1º febbraio 2019.
- Valerio Massimo Manfredi, L'ultima legione, Milano, Mondadori, 2010  [2003], SBN RCA0694834. URL consultato il 1º febbraio 2019.